# Vivre, vivre
Albums de François Feldman
Une présence
(1989)
Singles
1. Rien que pour toi
Sortie : octobre 1986
2. Demain c'est toi
Sortie : mai 1987
3. Slave
Sortie : décembre 1987
4. Je te retrouverai
Sortie : mai 1988
5. Le Mal de toi
Sortie : décembre 1988

Vivre, vivre est le premier album studio enregistré par François Feldman. L'album est sorti durant l'année 1987.

## Liste des titres
Toutes les chansons sont écrites et composées par Jean-Marie Moreau et François Feldman.
| 1.  | Suis-moi (Jusqu'au vertige) | 5:21 |
| 2.  | Slave                       | 3:35 |
| 3.  | Elle me rend barbare        | 5:42 |
| 4.  | Je te retrouverai           | 3:50 |
| 5.  | Encore plus belle endormie  | 3:00 |
| 6.  | Demain c'est toi            | 3:47 |
| 7.  | Divine Eva                  | 3:58 |
| 8.  | Viens me chercher           | 4:12 |
| 9.  | Le Mal de toi               | 5:34 |
| 10. | Vivre, vivre                | 4:42 |
| 11. | Rien que pour toi (Remix)   | 6:45 |

| 11. | Rien que pour toi | 4:45 |

## Crédits
- Textes : Jean-Marie Moreau
- Musique : François Feldman
- Arrangements : François Feldman - Thierry Durbet

- Synthés: Thierry Durbet (tous les titres)
- Synthé: François Feldman ('Elle Me Rend Barbare', 'Rien Que Pour Toi')
- Guitares: Kamil Rustam ('Elle Me Rend Barbare', 'Je Te Retrouverai', 'Demain, C'est Toi', 'Viens Me Chercher', 'Le Mal de Toi', 'Rien Que Pour Toi')
- Guitare: Benjamin Raffaeli ('Encore Plus Belle Endormie')
- Basse: Dominique Grimaldi ('Encore Plus Belle Endormie')
- Saxophone: Michel Gaucher ('Rien Que Pour Toi')
- Bandonéon: Marcel Azzola ('Slave')
- Chœurs: Anne et Sophie Verbizky ('Suis-Moi (Jusqu'au Vertige)')
- Chœurs: Didier Makaga ('Elle Me Rend Barbare', 'Encore Plus Belle Endormie', 'Demain, C'est Toi', 'Divine Eva', 'Viens Me Chercher', 'Rien Que Pour Toi')
- Chœurs: François Feldman ('Je Te Retrouverai', 'Demain, C'est Toi', 'Vivre, Vivre', 'Rien Que Pour Toi')
- Chœurs: Georges et Michel Costa ('Vivre, Vivre')
- Chœurs: Jean Fredenucci ('Je Te Retrouverai', 'Demain, C'est Toi')
- Voix intro: Pascale Lorine ('Suis-Moi (Jusqu'au Vertige)')

## Classements et certifications
| Classement (1989-1990) | Meilleure position |
| ---------------------- | ------------------ |
| France (SNEP)          | 9                  |

| Pays          | Certification | Date | Ventes certifiées |
| ------------- | ------------- | ---- | ----------------- |
| France (SNEP) | Platine       | 1990 | 300 000           |